# HD140160
HD140160 — хімічно пекулярна зоря спектрального класу A1, що має видиму зоряну величину в смузі V приблизно  5,3.
Вона  розташована на відстані близько 228,4 світлових років від Сонця.

## Фізичні характеристики
Зоря HD140160 обертається 
досить швидко 
навколо своєї осі. Проєкція її екваторіальної швидкості на промінь зору становить  Vsin(i)= 75км/сек.
Телескоп Гіппаркос зареєстрував фотометричну змінність  даної зорі з періодом    1,60 доби в межах від  Hmin= 5,37 до  Hmax= 5,33.

## Магнітне поле
Спектр даної зорі вказує на наявність магнітного поля у її зоряній атмосфері.
Напруженість повздовжної компоненти поля оціненої з аналізу
наявних ліній металів
становить  859,1± 712,3 Гаус.